# Jacq (auteur)
Pour les articles homonymes, voir Jacq.
Jacq, pseudonyme de Jacques Noach, né le 8 août 1966 à Ixelles (province de Brabant), est un auteur de bande dessinée humoristique, musicien et architecte belge.

## Biographie
Jacques Noach naît le 8 août 1966 à Ixelles,. Il se destine à la bande dessinée dès le plus jeune âge, dévorant les œuvres des maîtres de la bande dessinée franco-belge et dessinant partout, tout le temps : dans les marges de ses cahiers, mais aussi dans celles de ses camarades. Il déclare avoir été abonné à Spirou et Pif Gadget assez tôt. Il consacre tout son argent à l'achat de bande dessinée. Avec l'âge, il reste passionné, et ne cesse de dessiner des petits Gaston, préférant Franquin à Walt Disney. Adolescent, il découvre Métal hurlant et la science-fiction et il commence à dessiner comme Druillet et Caza, avant d’apprécier la nouvelle ligne claire et de se rapprocher de  Chaland, Clerc, Floc'h, Torres et Ted Benoît à qui il emprunte beaucoup de son trait actuel.
Il y a quelques années, c'est sous le pseudonyme de Jacq qu'il commence à publier ses dessins et strips sur les réseaux sociaux. De l'humour, souvent critique, voire acerbe, face aux dérives de notre monde actuel : internet, les réseaux sociaux, l'accueil aux migrants. Comme il est atteint d'un léger daltonisme, il préfère limiter ses mises en couleur aux niveaux de gris. Fin 2019, il crée des strips mettant en scène un couple d'hommes, Paul et Tom.
Il publie Les Péripéties homologuées de Paul et Tom dans la collection « Contre-pied » des éditions La Boîte à bulles. Selon Maxime Maillet, chroniqueur de la RTBF : « Jacques Noach dépeint avec un humour décapant le quotidien d’un couple homosexuel. Une manière de montrer les points communs avec les couples hétérosexuels, tout en pointant du doigt l’homophobie ordinaire dont les homosexuels sont victimes. ». Cet ouvrage lui vaut de recevoir le prix du roman gay 2023 dans la catégorie bande dessinée.
En octobre 2022, il sort Aujourd'hui c'est déjà pire que demain dans la collection « Bullissimes » aux éditions Ex-aequo,. Avec Le SAV de la Bande Dessinée, préfacé par Numa Sadoul, paru aux éditions Vraoum le 5 avril 2024,, il signe avec cet opus une parodie des classiques de la bande dessinée franco-belge,.
Il est également guitariste de Tollan un groupe de rock de Charleroi, compositeur et producteur.
Parallèlement, Jacq est architecte,.

### Vie privée
Après avoir vécu à Ittre, il demeure à Braine-l'Alleud en 2024.

## Œuvre

### Publications

#### Albums de bande dessinée
- Les Péripéties homologuées de Paul et Tom[15],[16], La Boîte à bulles,coll. « Contre-pied », Paris, 15 juillet 2021
Scénario et dessin : Jacq - Couleurs : noir et blanc -  (ISBN 978-2-84953-400-7),Format manga.
- Aujourd'hui c'est déjà pire que demain[7],[17], Ex-Aequo, coll. « Bullissimes », Plombières-les-Bains, 20 septembre 2022
Scénario et dessin : Jacq - Couleurs : noir et blanc -  (ISBN 979-10-38804-09-8)
- Le SAV de la BD - Tribioute-en-train[18],[19],[20],[21],[22], Vraoum, 5 avril 2024
Scénario, dessin et couleurs : Jacq -  (ISBN 978-2-376-68094-9)

### Discographie de Tollan sur Spotify
- Faux départs[23], Tollan, 2019.

## Prix
- 2023 : prix du roman gay dans la catégorie bande dessinée pour Les Péripéties homologuées de Paul et Tom[6],[24].

### Vidéographie
- [vidéo] « Tollan - Groupe de Rock made In Charleroi ! », sur YouTube